# 世宗特別自治市

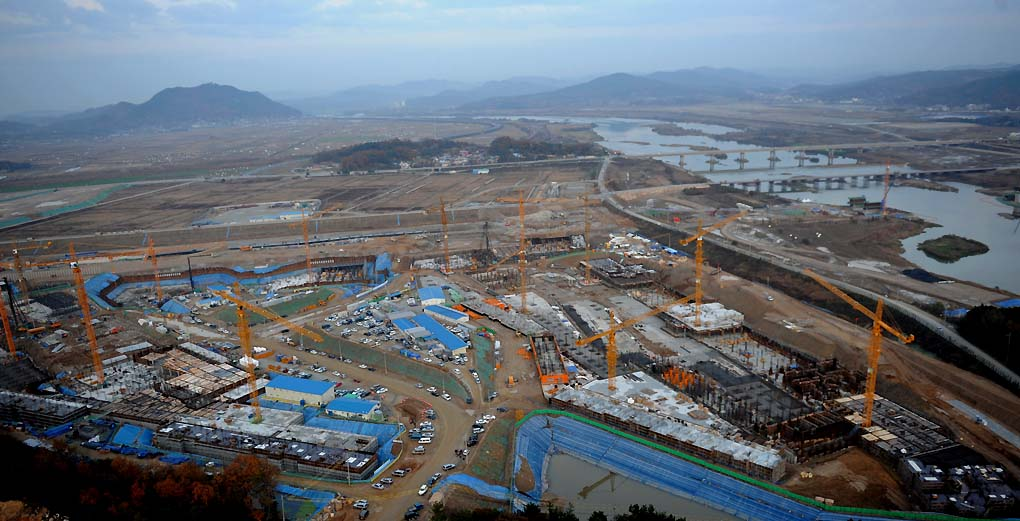
建設中的世宗市（2009年11月）

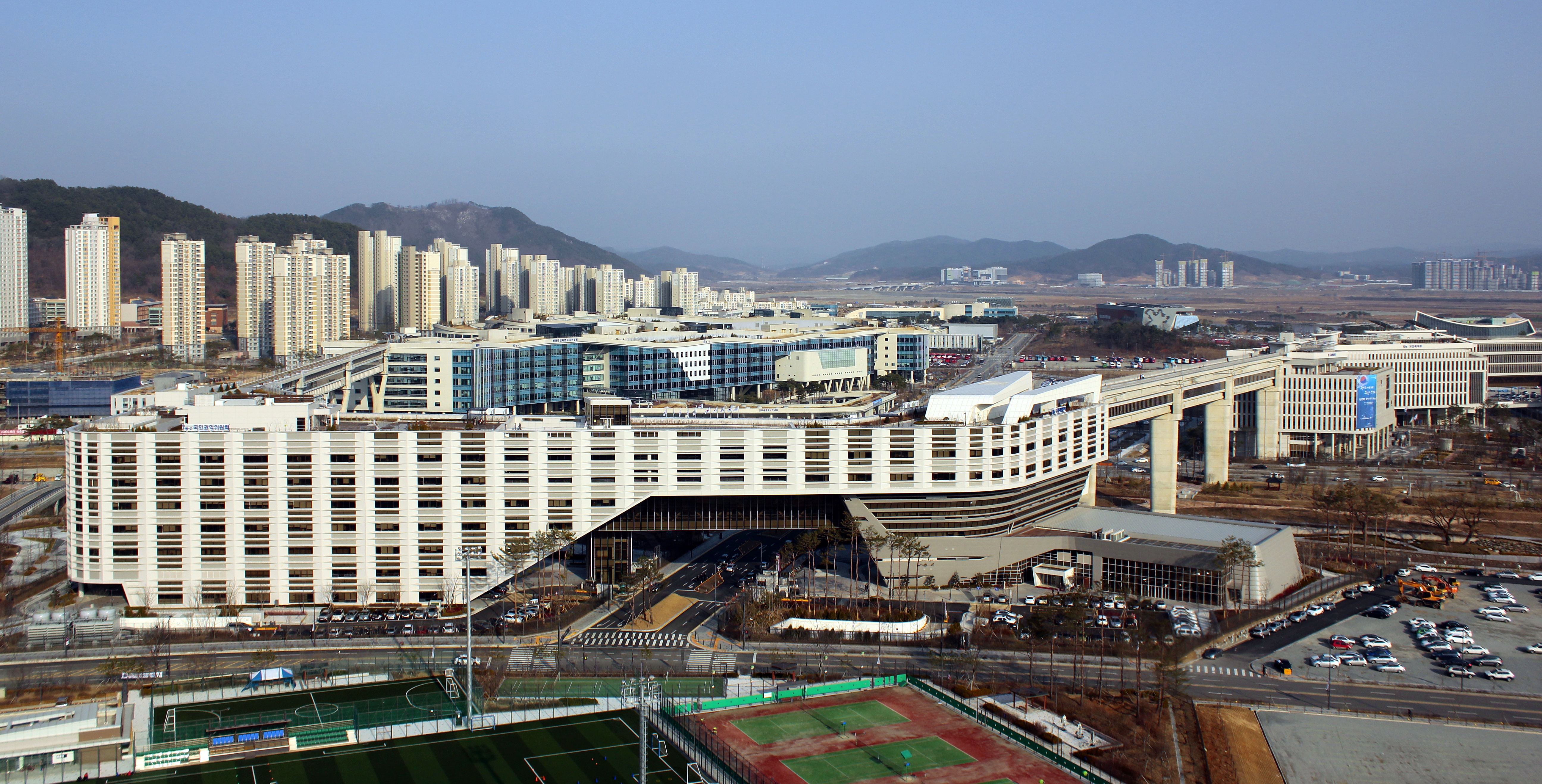
韓國新行政中心

世宗特別自治市（韩语：／ Sejong teukbyeol jachisi），簡稱世宗市，是大韓民國唯一的特別自治市，成立於2012年7月1日，位於忠清南道原燕岐郡與公州市交界處，鄰近大田廣域市和忠清北道。截至2021年4月，全市人口為361,396人。
盧武鉉在任大韓民國總統期間，制定了行政中心城市計劃，將規劃興建新都市取代首爾，成為韓國實質上的行政首都，並於其後以朝鮮世宗命名。惟李明博接任總統後，因為計劃受到質疑而廢止，實際上變更為雙首都模式。世宗市的行政建制正式成立後，总统府、大韓民國國會、大韓民國大法院等重要國家機關仍然駐於首爾，而其他36個政府機構則於2012年9月至2014年年底期間陸續播遷至此。預計於2030年世宗市人口可達50萬。

## 行政中心城市計劃
盧武鉉2003年成為總統之後，為了履行其競選時遷都的政權公約，在2003年12月，韓國國會通過《新行政首都特別法》，決定將韓國行政首都從首爾遷往韓國中部地區。
2004年8月，大韓民國政府宣佈新行政首都將設在忠清南道的燕岐郡與公州市交界處，包括燕岐郡全部、公州市部分，以及鄰近兩地的部分地區。
2004年10月，遷都計劃被大韓民國憲法法院裁定違憲，政府於是改以行政遷都的形式設定世宗市的行政中心城市地位，使韓國在該計劃實施後形成實質上的兩個首都（首爾市和世宗市）的狀況。
世宗已於2007年開工建都；而原計劃韓國主要國家機關和立法機關（9部2處2廳）在2012年至2014年遷往世宗市。

### 命名
2006年12月21日，大韓民國國務總理暨新行政首都建設推進委員會委員長韓明淑為首召開會議，決定將韓新行政首都命名為世宗。
韓國官員表示，韓國政府選擇以「世宗」此命名新行政首都，將會有幫助於進一步增強韓國公民的民族自豪感。此名來自於朝鲜王朝第4代國王朝鮮世宗，因為他對韓國貢獻甚多（特別是发明訓民正音，即韓語字母），而且得到韓國人尊敬。韓國新行政首都建設推進委員會的官員表示，之所選定“世宗”，也是考慮到“世宗”發音清晰，英語譯名簡潔，富有國際感。

### 已遷入的單位

#### 中央行政機關
- 總統紀錄館：負責保存與歷代總統關連的紀錄、文書等物品。紀錄館於2007年始建，2011年啟用。启用前的館內物品皆寄存於城南市西郊的國家紀錄院（韓國國家檔案館）。[5]
- 企劃財政部
  - 国税厅
  - 韓國彩券中心（朝鲜语：복권위원회）（福券委員會）
- 教育部
  - 教員訴請審査委員會（朝鲜语：:교원소청심사위원회）
- 文化體育觀光部
  - 海外文化宣傳院（朝鲜语：해외문화홍보원）
- 農林畜產食品部
- 產業通商資源部
  - 貿易委員會（朝鲜语：무역위원회）
  - 電氣委員會（朝鲜语：전기위원회）
  - 礦業登錄事務所（朝鲜语：광업등록사무소）
  - 經濟自由區域企劃團（朝鲜语：경제자유구역기획단）
- 保健福祉部
- 環境部
- 僱傭勞動部
- 國土交通部
- 海洋水产部
  - 中央土地收用委員會（朝鲜语：중앙토지수용위원회）
  - 中央海洋安全審判院（朝鲜语：중앙해양안전심판원）
  - 中央環境紛爭調定委員會（朝鲜语：중앙환경분쟁조정위원회）
- 國家報勳部
- 人事革新處
- 法制處
- 公正交易委員會
- 國民權益委員會
- 國務调整室
  - 租稅審判院（朝鲜语：조세심판원）
- 中小风险企业部
  - 地域特化發展特區企劃團（朝鲜语：지역특화발전특구기획단）
  - 硏究開發特區企劃團（朝鲜语：연구개발특구기획단）

#### 大學
- 高麗大學擁有規模達132萬平方公尺的建校地，高麗大學世宗校區。[6][7]預期高麗大學在新的世宗校園可容納約一萬名學生。
- 弘益大學
- 韓南大學[8]

#### 大學院
現時韓國科學技術院擁有建校優先權，當地第3地區的一幅309,821㎡的土地已預留給KAIST興建新的大學院。

### 國家研究中心
- 國務總理室（朝鲜语：대한민국_국무총리실）
  - 對外經濟政策研究院（朝鲜语：대외경제정책연구원）
  - 韓國交通研究院（英语：The_Korea_Transport_Institute）
  - 經濟人文社會硏究院（朝鲜语：경제인문사회연구회）
  - 國土研究院（朝鲜语：국토연구원）
  - 韓国開發研究院
  - 韓國法制研究院（朝鲜语：한국법제연구원）
  - 韓國租稅財政研究院（朝鲜语：한국조세재정연구원）
  - 科學技術政策研究院（朝鲜语：과학기술정책연구원）
  - 韓國職業能力開發院（朝鲜语：한국직업능력개발원）
  - 韓國勞動硏究院（朝鲜语：한국노동연구원）
  - 産業硏究院（朝鲜语：산업연구원）
  - 韓國靑少年政策硏究院（朝鲜语：한국청소년정책연구원）
  - 韓國保健社會硏究院（朝鲜语：한국보건사회연구원）
  - 韓國環境政策·評價硏究院（朝鲜语：한국환경정책·평가연구원）
- 科學技術情報通信部
  - 國家科學技術硏究會（朝鲜语：국가과학기술연구회）

## 行政区划

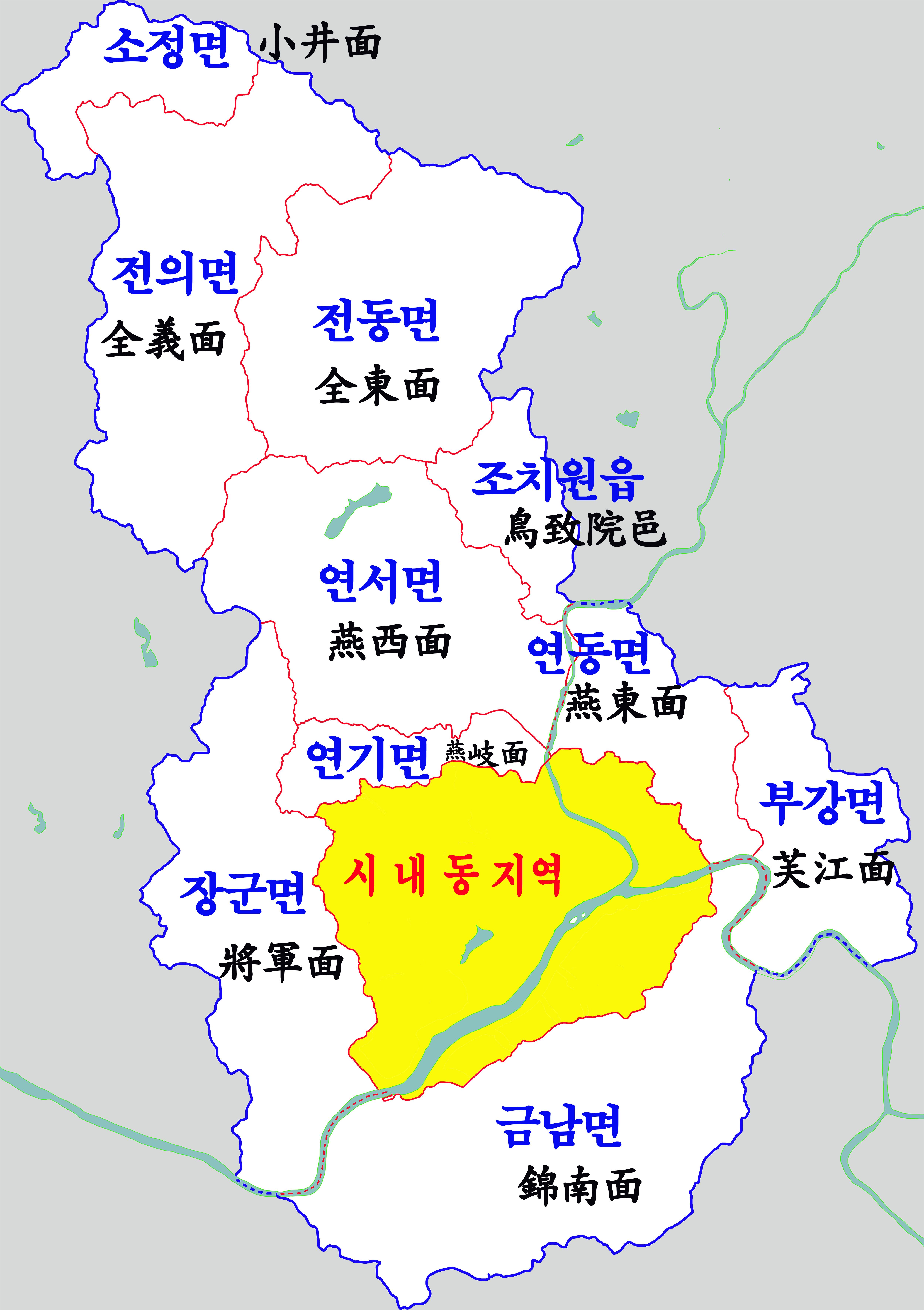
世宗特別自治市行政區劃圖

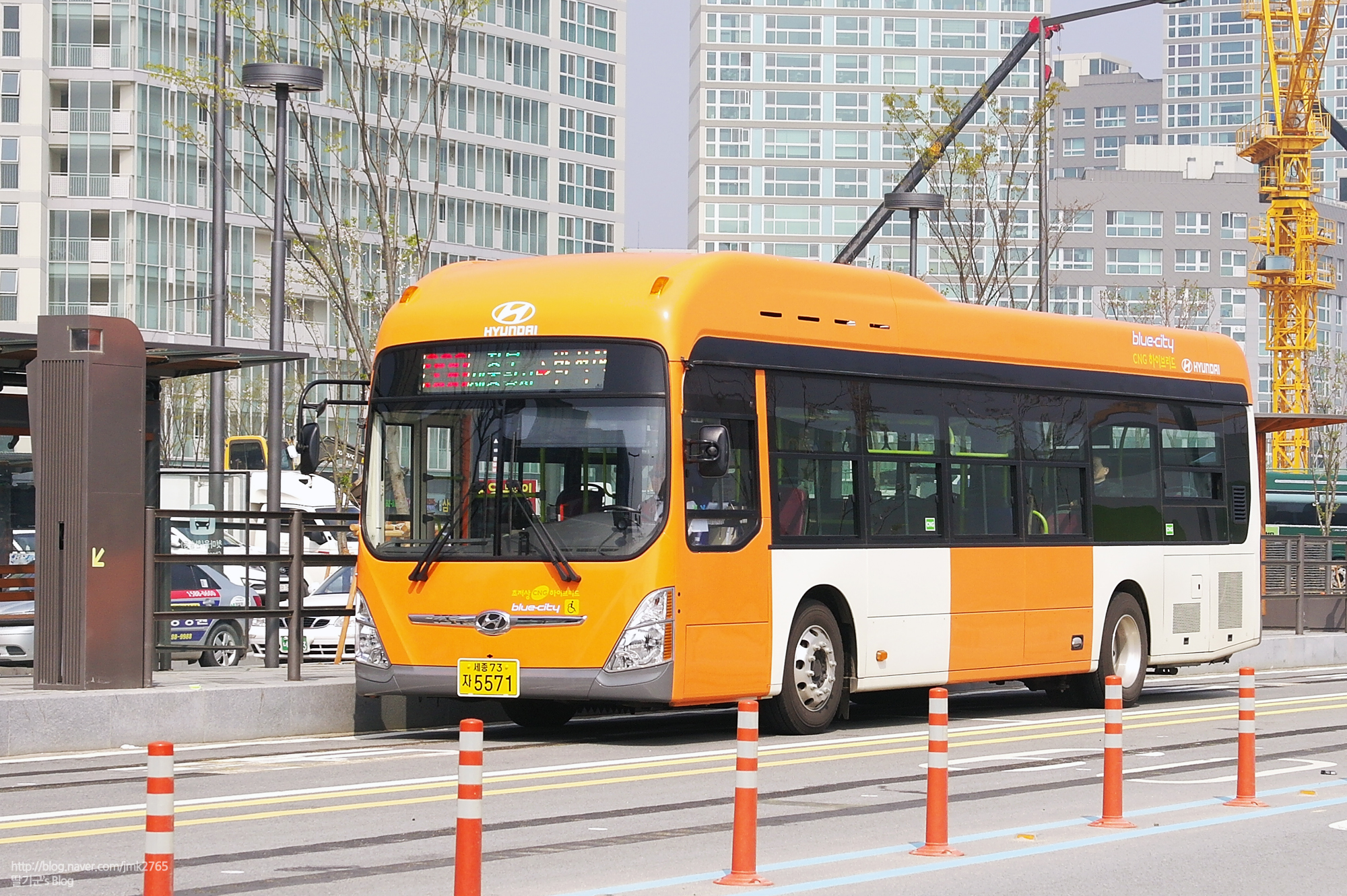
世宗特別自治市的BRT

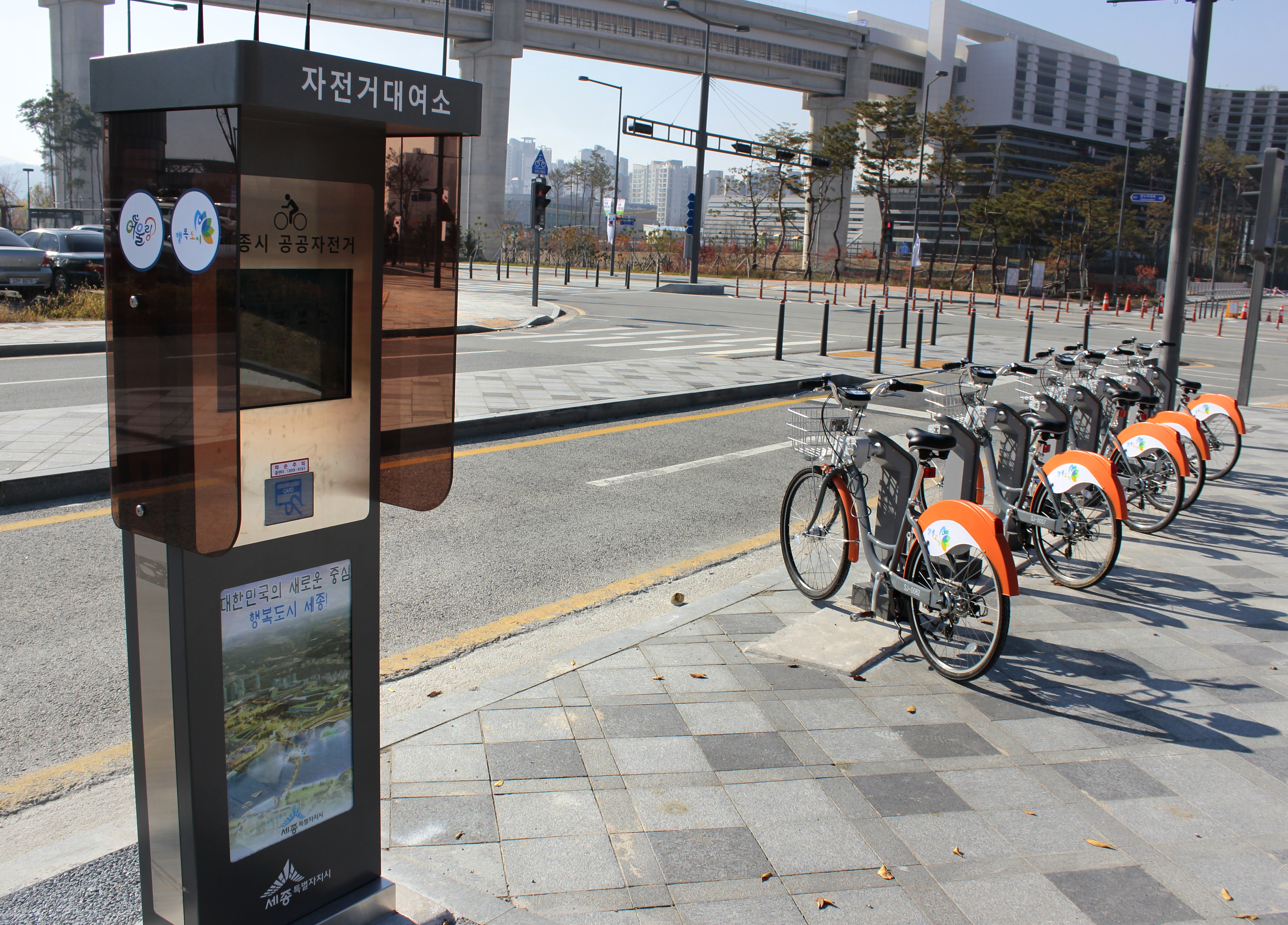
世宗特別自治市的公共腳踏車

世宗市不設區、郡為二級行政區劃，直接管轄三級行政區，包括12個洞（동）（“洞”相當於“屯”、“村”或“里”）、1個邑（읍）、9個面（면）。2022年1月起，《地方自治法》刪除在特別自治市設立區或郡的條款，確立世宗市不設立二級行政區劃的做法。
| 名稱     | 韓文     | 面積 (km²) | 人口     | 家庭數目 |
| -------- | -------- | ---------- | -------- | -------- |
| 鳥致院邑 | 조치원읍 | 13.56      | 44,690   | 19,030   |
| 燕岐面   | 연기면   | 43.93      | 2,714    | 1,485    |
| 燕東面   | 연동면   | 28.32      | 3,364    | 1,710    |
| 芙江面   | 부강면   | 27.79      | 6,417    | 3,155    |
| 錦南面   | 금남면   | 78.7       | 9,279    | 4,552    |
| 將軍面   | 장군면   | 53.23      | 6,240    | 3,366    |
| 燕西面   | 연서면   | 54.58      | 7,809    | 3,868    |
| 全義面   | 전의면   | 62.44      | 6,239    | 3,158    |
| 全東面   | 전동면   | 57.74      | 3,831    | 2,136    |
| 小井面   | 소정면   | 16.47      | 2,742    | 1,288    |
| 松樹洞   | 한솔동   | 2.75       | 19,550   | 6,254    |
| 新洞     | 새롬동   | 4.84       | 40,359   | 15,645   |
| 和睦洞   | 다정동   | 有待公佈   | 有待公佈 | 有待公佈 |
| 精明洞   | 도담동   | 有待公佈   | 有待公佈 | 有待公佈 |
| 海密洞   | 해밀동   | 有待公佈   | 有待公佈 | 有待公佈 |
| 美麗洞   | 아름동   | 2.19       | 24,135   | 7,678    |
| 宗村洞   | 종촌동   | 1.15       | 30,167   | 10,635   |
| 高雲洞   | 고운동   | 5.35       | 26,945   | 9,179    |
| 成就洞   | 보람동   | 7.28       | 33,617   | 11,802   |
| 大坪洞   | 대평동   | 有待公佈   | 有待公佈 | 有待公佈 |
| 富饒洞   | 소담동   | 有待公佈   | 有待公佈 | 有待公佈 |
| 盤谷洞   | 반곡동   | 有待公佈   | 有待公佈 | 有待公佈 |
| 合計     | 合計     | 465        | 300,332  | 117,734  |

## 人口
| 年度 | 人數    |
| ---- | ------- |
| 2012 | 113,117 |
| 2013 | 122,153 |
| 2014 | 156,125 |
| 2015 | 210,884 |
| 2016 | 243,048 |
| 2017 | 280,100 |
| 2018 | 314,126 |
| 2019 | 340,575 |
| 2020 | 355,831 |

## 交通

### 航空
距離世宗市最近的機場是清州國際機場。

### 國鐵
- 韓國鐵道公社（KORAIL）
  - 京釜線：小井里站 - 全義站 -全東信號場 - 瑞倉信號場 - 鳥致院站 - 内板信號場 - 芙江站 - 梅浦站
  - 忠北線：鳥致院站

京釜高速線、湖南高速線及五松線亦經過世宗市，但並沒有在市內設站。位於忠清北道清州市興德區的KTX五松站距離鳥致院站約3.5公里，可從市內乘巴士抵達五松站。

### 大田地鐵1號線
2019年4月，世宗市批准了大田地鐵1號線延伸至世宗市的工程。延伸段將由磐石站經由南部的高速巴士總站抵達政府世宗廳舍，全長14公里，共新設5個車站，其中四個將在世宗市內，暫定於2029年開通。

## 遷都爭議
世宗市的行政遷都計劃由誕生之日起就已經充滿爭議，因為遷都動搖了首爾的首都歷史地位，受到當時在野的大國家黨的批評。
2007年韓國總統選舉時，曾經多次對世宗市計劃表示不滿的大國家黨總統候選人李明博在臨近選舉時，卻表示會接受既定事實，繼續推進遷都計劃。結果李明博順利當選總統，成为大力支持遷都計劃、執政十年的民主黨败選下台的部分原因。
2009年，經濟學家出身的鄭雲燦出任國務總理，對遷都計劃猛烈抨擊，並著手進行修改。至此，李明博和鄭雲燦開始積極進行修改世宗市原案的活動，他們認為遷都會造成行政資源浪費，行政效率低下和混亂，對於地區的均衡發展和當地的生產力發展也沒有好處。
但是修改引來了強烈的反彈，一方面世宗市的各項基礎建設已經上馬，投入了大量的資金；另一方面，原來為了遷都而肯低價轉讓土地的當地民眾本來希望世宗市的建設會振興繁榮地方，計劃的取消對他們來說是沉重的打擊。忠清道民眾發展多場有數十萬人參與的示威抗議，希望維持原來的計劃。
不僅在野民主黨抵制政府提出的修正方案，執政大國家黨內部也因此出現嚴重的矛盾。當時仍然是「前總統候選人」的朴槿惠（後來當選）為首的黨內非主流派與以總統李明博為首的主流派針鋒相對。親朴派反對修改，甚至以李明博的核心政策四大江河治理事業相威脅。
2009年11月，總統李明博在電視上公開表示將堅決修改原案，並就自己當初的態度含糊對國民造成的損害向國民致歉。
韓國政府在2010年1月最終決定微幅縮小世宗市行政中心城市計劃規模，建設以次要行政、教育、科學為中心的經濟城市，建造科技特區和引進高科技、綠色產業和大學等。政府將推出多項優惠政策為世宗市招商引資，包括以生地價格（原估价的六分之一）提供工業用地，同時免收國稅和地方稅等。據報道，各主要企業和高校仍然決定進駐世宗市。
2010年6月29日，《世宗市修訂案》遭國會否決；2010年7月29日，國務總理鄭雲燦因此辭職。
經過10年糾纏，世宗市在2012年7月1日正式成立，預計從該年9月起到2014年有36個政府部門和國營機構遷入，預計逾10,000名公務員會在當地工作。但總統府、國會、大法院和10多個重要機關（包括國防部、外交部、統一部等）仍會留在首爾。
2012年9月14日起，韓國國務總理室下屬6個部門、約140多名政府職員遷往世宗市辦公。

## 外部連結
- 世宗特別自治市政府網站 （页面存档备份，存于） （简体中文）
- 世宗特別自治市政府網站 （页面存档备份，存于） （英文）（日語）
- 世宗市開發建設委員會 
- 世宗市預定區域及周邊區域地圖（紅色為預定區域，藍色為周邊區域）（页面存档备份，存于）
- 世宗市位置圖（页面存档备份，存于） 